# Olea chimanimani
Espèce
Classification phylogénétique
Olea chimanimani Kupicha est une espèce de plantes à fleurs du genre Olea et de la famille des Oleaceae. Il a été reconnu dans la révision du genre Olea publiée en 2002 par P.S. Green. C'est un olivier très localisé sur des sols inhospitaliers, dans les Monts Chimanimani situés à cheval sur la frontière séparant la Tanzanie du Zimbabwe.

## Description botanique

### Référence taxonomique
Ce taxon est décrit, selon P.S. Green , dans : Kew Bull. 34 : 71, fig. 1 (1979) & in Laumert, Fl. Zambez. 7 : 327 (1983). Type Zimbabwe, Goodier & Phipps 308 (holotype K ; isotypes PRE & SRGH, n.v.).

### Appareil végétatif
C'est un buisson ou un arbre pouvant atteindre 2 à 6 m de haut.
- Jeunes pousses : glabres.
- Feuilles glabres, pétioles de 3 à 6 mm de long, le limbe est étroitement elliptique, de 3 ou 4 à 6 ou 7 cm de long et 0,5 ou 0,7 à 1 ou 1,5 cm de large, la base aigüe, l'apex aigu parfois obtus, l'extrémité mucronée.
- Nervures : nervuration sombre.

### Appareil reproducteur
- Inflorescences : terminales, en panicules, glabres, pédoncules et pédicelles minces de 2 ou 3,5 mm de long.
- Calice : en tube, 0,25 mm de long, lobes triangulaires, 0,25 mm de long.
- Corolle : blanche ou crème, tube de 0,25 à 3 mm de long, lobes de 1,5 mm de long.
- Etamines : anthères largement ellipsoïdes-sphéroïdes, de 1 à 1,5 mm de long, filets de 1 mm de long.
- Ovaire : en forme de bouteille, 1,5 mm de long, incluant un stigmate globuleux capité.
- Fruits : drupes ellipsoïdes-globuleuses, 6 à 8 mm par 5 à 6 mm.

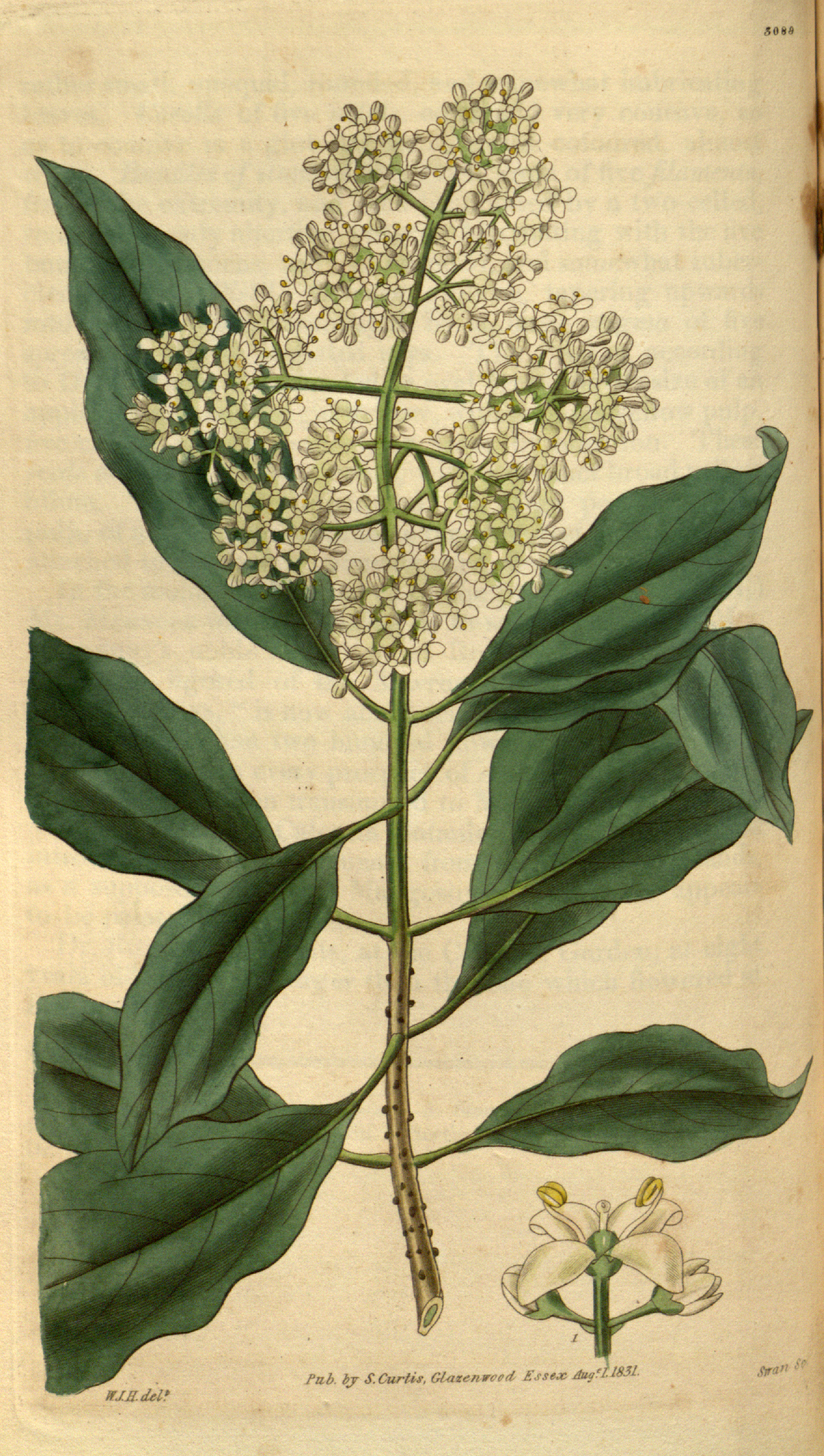
Inflorescence d'Olea en panicule terminal.

## Localisation
- Zimbabwe : 
  - Selukwe,
  - Umbeteweke,
  - Monts Chimanimani (26/11/1906).
- Mozambique : 
  - Monts Chimanimani.

Cette espèce très localisée est caractéristique de sols inhospitaliers dérivés de roches métamorphiques (serpentines ou quartzites). Bien que traitée comme une espèce séparée, elle est très proche d'O. lancea de laquelle elle pourrait être classée comme sous-espèce.

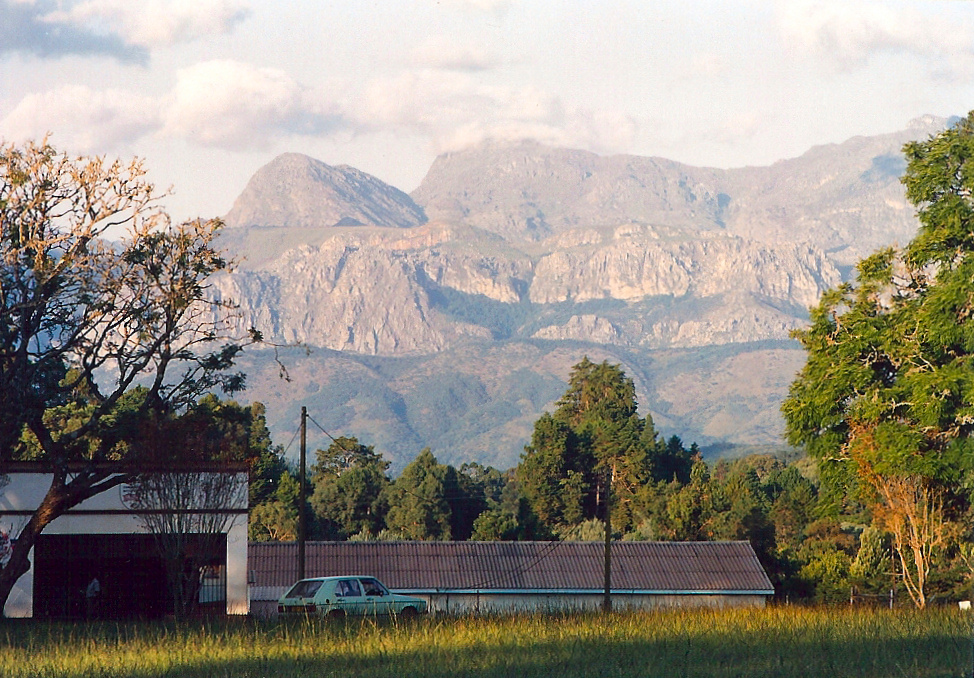
District de Chimanimani : vue du Parc National derrière les magasins du village.

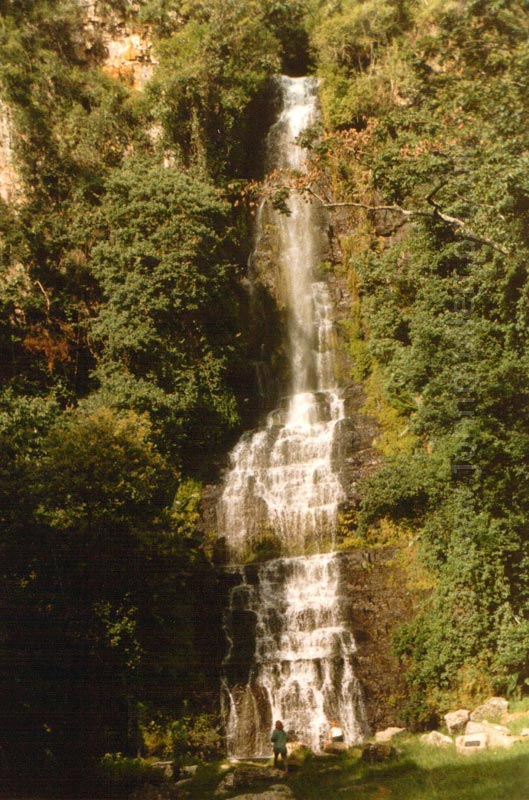
Chutes d'eau et végétation dans les collines au-dessus du village de Chimanimani.

## Sources
Pour des articles plus généraux, voir Oleaceae, Olea et Olea sect. Ligustroides.